# Berend Grube
Berend Grube (* 15. Oktober 1991 in Lübeck) ist ein deutscher American-Football-Spieler auf der Position des Defensive Ends für die Hamburg Sea Devils in der European League of Football (ELF). Er spielte College-Football in der Division-III für die Thiel Tomcats.

## Werdegang

### Jugend
Grube spielte als Kind zunächst Fußball, ehe er als Sechzehnjähriger bei der Lübeck Cougars Jugend mit dem American Football begann. Nach seiner ersten Saison in der A-Jugend-Regionalliga wurde er als Rookie des Jahres ausgezeichnet. 2009 wanderte Grube in die Vereinigten Staaten aus, um die Peters Township High School in McMurray, Pennsylvania zu besuchen. Ein Jahr später begann Grube sein Studium am Thiel College in Greenville, wo er für die Tomcats vorrangig als Kicker und Tight End in der Presidents’ Athletic Conference der Division III spielte. In den Saisons 2012 und 2013 erhielt er in seiner Conference die Auszeichnung „Honorable Mention All Pac“.

### Herren
Im Oktober 2014 wurde bekannt, dass Grube zur Saison 2015 zu den Lübeck Cougars in die German Football League 2 zurückkehren würde. Grube war zunächst als Offensivspieler vorgesehen, kam aber bereits 2015 auch vereinzelt in der Defensive zum Einsatz. Im vierten Saisonspiel zog sich Grube einen Kreuzbandriss zu. Er fiel nicht nur für die restliche Saison 2015, sondern aufgrund eines schwierigen Heilungsverlaufs auch für das komplette Jahr 2016 aus. In der Saison 2018 war Grube einer der statistisch besten Defensivspieler der zweiten Liga und wurde daraufhin als Team MVP ausgezeichnet. 2020 wechselte Grube zum GFL-Aufsteiger Elmshorn Fighting Pirates, für die er jedoch aufgrund der Absage der Saison wegen der COVID-19-Pandemie nie zum Einsatz kam.
Zur historisch ersten Saison der European League of Football 2021 wurde Grube von den Hamburg Sea Devils verpflichtet. Mit den Sea Devils stand Grube im Finale, das jedoch mit 30:32 gegen die Frankfurt Galaxy verloren ging. Nach Abschluss der regulären Saison wurde er bereits in das ELF All Star Team berufen. In der Spielzeit 2023 spielte der Defensive Ende seine bisher beste Saison für die Hamburg Sea Devils und wurde als neuntbester Spieler der ELF gekürt.

## Statistiken
| Jahr                                            | Team               | Spiele 1 | Tackles | Tackles | Tackles | Tackles | Tackles | Pass Defense | Pass Defense | Pass Defense | Pass Defense | Pass Defense | Fumbles | Fumbles | Fumbles | Receiving | Receiving | Receiving | Receiving | Receiving |
| Jahr                                            | Team               | Spiele 1 | Total   | Solo    | Ast     | Sack    | TFL     | BU           | PD           | INT          | YDS          | TD           | FF      | FR      | TD      | Rec       | Yds       | Avg       | TD        | Lng       |
| ----------------------------------------------- | ------------------ | -------- | ------- | ------- | ------- | ------- | ------- | ------------ | ------------ | ------------ | ------------ | ------------ | ------- | ------- | ------- | --------- | --------- | --------- | --------- | --------- |
| German Football League 2                        |                    |          |         |         |         |         |         |              |              |              |              |              |         |         |         |           |           |           |           |           |
| 2015                                            | Lübeck Cougars     | 04       | 009     | 002     | 07      | 01,0    | 02      | 2            | 2            | —            | —            | —            | —       | 1       | —       | 22        | 203       | 09,2      | 2         | 25        |
| 2017                                            | Lübeck Cougars     | 11       | 057     | 033     | 24      | 05,0    | 13      | 1            | 1            | —            | —            | —            | 3       | 3       | —       | 07        | 078       | 11,1      | 1         | 26        |
| 2018                                            | Lübeck Cougars     | 11       | 092     | 059     | 33      | 08,0    | 33      | 1            | 1            | —            | —            | —            | 1       | 1       | —       | 04        | 075       | 18,8      | 3         | 25        |
| 2019                                            | Lübeck Cougars     | 13       | 059     | 035     | 24      | 09,0    | 27      | —            | —            | —            | —            | —            | 3       | 2       | —       | 01        | 006       | 06,0      | 1         | 06        |
| GFL2 Gesamt                                     | GFL2 Gesamt        | 39       | 217     | 129     | 88      | 23,0    | 75      | 4            | 4            | —            | —            | —            | 7       | 7       | —       | 34        | 362       | 10,6      | 7         | 26        |
| European League of Football                     |                    |          |         |         |         |         |         |              |              |              |              |              |         |         |         |           |           |           |           |           |
| 2021                                            | Hamburg Sea Devils | 09       | 036     | 019     | 17      | 05,5    | 11      | 2            | —            | 0            | 0            | 0            | 1       | 1       | 0       | —         | —         | —         | —         | —         |
| 2022                                            | Hamburg Sea Devils | 10       | 016     | 009     | 07      | 01,0    | 1       | 1            | —            | 0            | 0            | 0            | 1       | 1       | 0       | —         | —         | —         | —         | —         |
| 2023                                            | Hamburg Sea Devils | 12       | 051     | 029     | 22      | 09,5    | 13      | 2            | —            | 0            | 0            | 0            | 2       | 2       | 0       | —         | —         | —         | —         | —         |
| ELF Gesamt                                      | ELF Gesamt         | 31       | 103     | 57      | 46      | 16,0    | 25      | 5            | —            | 0            | 0            | 0            | 4       | 4       | 0       | —         | —         | —         | —         | —         |
| Quellen: stats.gfl.info, sportsmetrics.football |                    |          |         |         |         |         |         |              |              |              |              |              |         |         |         |           |           |           |           |           |

## Privates
Grube hat zwei Brüder. Grube schloss das Thiel College als Bachelor of Arts in International Business ab.